# Aedia albodiscalis
Aedia albodiscalis är en fjärilsart som beskrevs av Walter Karl Johann Roepke 1932. Aedia albodiscalis ingår i släktet Aedia och familjen nattflyn. Inga underarter finns listade i Catalogue of Life.